# Vol Ethiopian Airlines 961
Le vol Ethiopian Airlines 961 est un vol international régulier qui assurait la liaison Addis-Abeba-Nairobi-Brazzaville-Lagos-Abidjan le 23 novembre 1996. À la suite d'un détournement par trois pirates de l'air demandant l'asile en Australie, le Boeing 767 d'Ethiopian Airlines se retrouva à court de carburant et ne put atteindre l'aéroport de Moroni, aux Comores. Il s'écrasa dans l'océan Indien, à moins de 500 mètres de la côte, en tentant d'effectuer un amerrissage forcé. On dénombre 125 victimes parmi les 175 passagers et membres d'équipage présents à bord, y compris les trois pirates de l'air.

## Contexte

### Avion

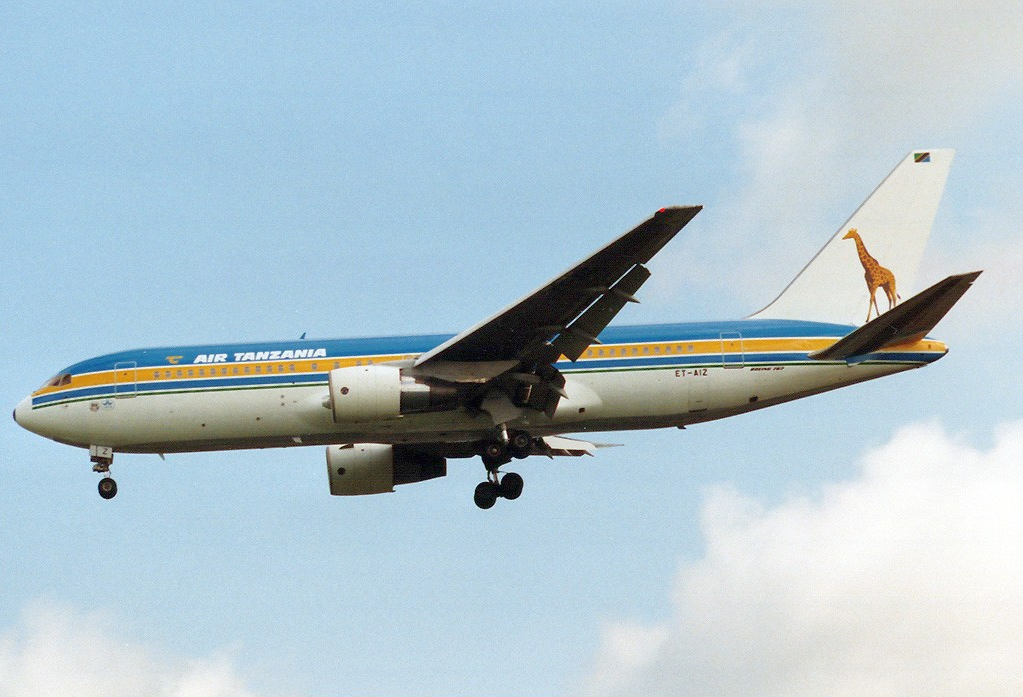
Le 767 impliqué dans l'accident, alors qu'il opérait pour Air Tanzania, ici à l'aéroport de Londres-Gatwick en juillet 1991.

L'appareil impliqué dans l'accident était un Boeing 767-260ER (ER = extended range, long rayon d'action), appelé Zulu par les pilotes d'Ethiopian Airlines d'après la dernière lettre de son numéro d'immatriculation, ET-AIZ (numéro de série 23916/187), qui a effectué son premier vol le 17 septembre 1987. 
Propulsé par deux moteurs Pratt & Whitney JT9D-7R4E, il a été livré neuf à Ethiopian Airlines le 22 octobre 1987. À l'exception d'une courte période allant de mai 1991 à février 1992, où il a été loué à Air Tanzania, il a passé toute sa carrière commerciale dans la flotte d'Ethiopian Airlines. Il était âgé de neuf ans et totalisait 32 353 heures de vol et 12 623 cycles (décollage/atterrissage) au moment de l'accident.

### Équipage
Le commandant de bord était Leul Abate (42 ans), un pilote expérimenté comptant plus de 11 500 heures de vol à son actif, dont 4 067 heures sur Boeing 757 et Boeing 767. Le copilote du vol était Yonas Mekuria (34 ans). Il cumulait plus de 6 500 heures de vol, dont 3 042 sur Boeing 757 et 767.
Avant ce crash, le commandant Leul avait déjà été victime de deux détournements d'avion. Le premier s'est produit le 12 avril 1992, à bord d'un Boeing 727-260 assurant le vol 574. Deux pirates de l'air, armés de grenades à main, ont exigé d'être emmenés à Nairobi, puis au Canada. Après une confrontation de cinq heures à l'aéroport international Jomo-Kenyatta, les pirates de l'air se sont rendus. 
Le deuxième s'est produit le 17 mars 1995, à bord d'un Boeing 737-260. Cinq pirates de l'air ont exigé d'être emmenés en Libye, et l'avion a été détourné vers El Obeid, au Soudan. Là, les pirates de l'air ont changé d'avis et ont préféré redécoller vers la Suède. Cependant, les autorités soudanaises ont refusé de ravitailler l'avion en carburant, et après plusieurs heures de confrontation, les pirates de l'air se sont rendus. Dans les deux cas, les avions n'ont pas été endommagés et personne n'a été blessé ou tué.

## Détournement
Le vol 961 avait été retardé en attendant un vol de correspondance. L'avion a finalement décollé à 08h09 UTC de l'aéroport d'Addis-Abeba Bole, en Éthiopie. Quand le 767 entra dans l'espace aérien kenyan, après seulement 20 minutes de vol, trois hommes éthiopiens forcèrent l'entrée du cockpit et détournèrent l'avion, après avoir pris une hache et un extincteur dans le poste de pilotage. 
Après avoir agressé et forcé le copilote Yonas à quitter le cockpit, les trois hommes menacèrent de faire exploser l'avion en vol avec une bombe si les pilotes n'obéissaient pas à leurs ordres, et annoncèrent, sur l'interphone, qu'ils étaient des opposants au gouvernement éthiopien cherchant l'asile politique, ayant récemment été relâchés de prison, et que, si quelqu'un essayait d'interférer dans leur plan, ils feraient également exploser l'avion.
Les autorités éthiopiennes s'aperçurent par la suite que la « bombe » n'était qu'une bouteille de spiritueux camouflée, et que les trois pirates, identifiés comme étant Alemayehu Bekeli Belayneh, Mathias Solomon Belay et Sultan Ali Hussein, semblaient n'avoir pas plus d'une vingtaine d'années. Ils ont également prétendu qu'ils étaient onze au total, alors qu'en fait ils n'étaient que trois à bord.
Les preneurs d'otages demandèrent que l'avion vole vers l'Australie. Le commandant Leul essaya de leur expliquer qu'ils avaient seulement pris le carburant nécessaire pour la liaison Addis-Abeba-Nairobi et que l'avion avait du carburant pour seulement faire le quart du trajet jusqu'en Australie, mais ils ne le crurent pas. L'un d'eux a notamment fait référence à une déclaration, dans la page dédiée à la flotte d'avion, dans le magazine de bord de la compagnie aérienne, selon laquelle la durée de vol maximale du 767 était de 11 heures.
Au lieu de se diriger vers l’Australie, le pilote suivit d’abord la côte africaine vers le sud, mais lorsque les pirates remarquèrent que la terre restait visible, ils l’obligèrent à changer de cap vers l’est ; le commandant en profita alors pour se diriger discrètement vers les Comores, situées à mi-chemin entre Madagascar et le continent africain.

## Crash
Le vol 961 était presque à court de kérosène quand il s'approcha de l'archipel, mais les pirates continuaient d'ignorer les avertissements du commandant de bord. Sans autres options, celui-ci commença à faire des cercles au-dessus de la zone, espérant poser son avion sur le principal aéroport des Comores. 
Quand le 767 arriva à court de carburant, les deux moteurs s'arrêtèrent successivement. Le commandant déploya alors une ram air turbine, un système de secours composé d'une hélice rétractable couplée à un générateur, pour maintenir les fonctions vitales de l'avion mais, même avec cette turbine de secours, certains systèmes hydrauliques comme les volets sont inopérants. Cela forçait le pilote à atterrir à plus de 175 nœuds, soit environ 320 km/h.
Le commandant Leul essaya de faire un atterrissage d'urgence sur l'aéroport international Prince Saïd Ibrahim, à Grande Comore, mais une bagarre éclata avec les pirates à la dernière minute, provoquant la perte du point visuel de référence par le pilote, l'empêchant de localiser l'aéroport. 
Alors que la bagarre continuait avec les pirates, il tenta alors d'effectuer un amerrissage dans des eaux peu profondes, à 500 mètres de la plage face au Galawa Beach Hotel, près de Mitsamiouli, au nord de l'île de Grande Comore. Le commandant Leul a tenté d'amerrir parallèlement aux vagues, dans le but de faciliter l'amerrissage. 

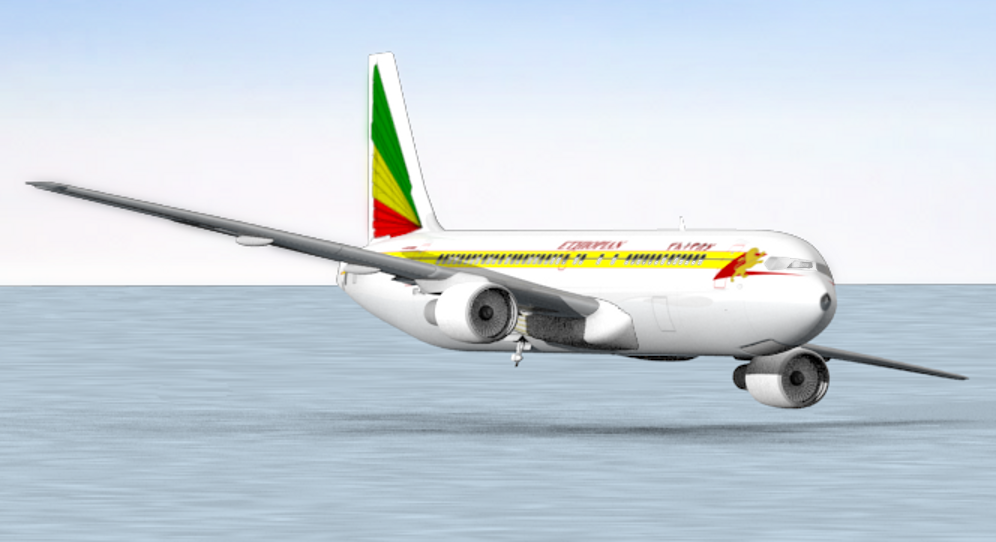
Image numérique, reproduisant le vol 961 dans les derniers instants précédant l'amerrissage.

Quelques secondes avant de toucher l'eau, le 767 s'est incliné vers la gauche d'une dizaine de degrés ; le moteur gauche et le bout d'aile ont heurté l'eau en premier. Le moteur a ensuite heurté un récif corallien, ralentissant rapidement ce côté de l'avion et provoquant l'inclinaison soudaine du 767 vers la gauche. Le reste de l'avion est ensuite entré dans l'eau à grande vitesse, provoquant le retournement et la dislocation de l'avion. 
À l'exception de la section arrière de l'appareil, les parties brisées du fuselage ont coulé rapidement. De nombreux passagers sont morts noyés parce qu'ils avaient gonflé prématurément leurs gilets de sauvetage dans la cabine, les amenant à se retrouver piégés à l'intérieur de l'avion en train de couler.
Des habitants de l'île et des touristes, dont un groupe de plongeurs et quelques médecins français et indiens en vacances sur place, portèrent tout de suite secours aux survivants du crash.
Les survivants ont été transportés dans un premier temps à l'hôpital de Mitsamiouli ; le lieu du crash se trouvait alors à moins de deux kilomètres de cet hôpital. Les passagers ont été transférés au Centre hospitalier national El Maarouf de Moroni le même jour. Les deux ressortissants français qui ont survécu, ainsi que 19 autres blessés, ont été transportés à La Réunion, où l'un des blessés à succombé à ses blessures, ce qui porte le nombre de morts à 125. Hormis les personnes transportées à la Réunion, les survivants ont été transportés au Kenya et en Afrique du Sud.
À l'époque, Moroni ne disposant pas de morgue, 124 des 125 corps des victimes ont donc été entreposés dans des chambres froides.

## Bilan

Plan des sièges du vol Ethiopian Airlines 961.

Le rapport final de l'accident du vol 961 comprend une liste des passagers et membres d'équipage survivants et morts lors du crash. Les 12 membres d'équipage étaient tous des ressortissants éthiopiens ; six d'entre eux ont survécu, dont les deux pilotes. Les passagers venaient de 36 pays différents.
La liste des passagers (y compris les pirates de l'air, mais pas les membres d'équipage) est la suivante :
| Nationalité         | Nombre à bord | Survivants |
| ------------------- | ------------- | ---------- |
| Nigeria             | 23            | 4          |
| Inde                | 20            | 6          |
| Éthiopie            | 19            | 3          |
| Kenya               | 14            | 6          |
| Mali                | 12            | 3          |
| Sri Lanka           | 9             | 0          |
| Israël              | 8             | 1          |
| Royaume-Uni         | 7             | 2          |
| États-Unis          | 5             | 3          |
| République du Congo | 5             | 2          |
| Italie              | 4             | 4          |
| Ukraine             | 4             | 3          |
| France              | 4             | 2          |
| Djibouti            | 2             | 2          |
| Japon               | 2             | 1          |
| Bénin               | 2             | 0          |
| Cameroun            | 2             | 0          |
| Liberia             | 2             | 0          |
| Suède               | 2             | 0          |
| Lesotho             | 1             | 1          |
| Ouganda             | 1             | 1          |
| Autriche            | 1             | 0          |
| Belgique            | 1             | 0          |
| Canada              | 1             | 0          |
| Tchad               | 1             | 0          |
| Côte d'Ivoire       | 1             | 0          |
| Égypte              | 1             | 0          |
| Allemagne           | 1             | 0          |
| Hongrie             | 1             | 0          |
| Corée du Sud        | 1             | 0          |
| Pakistan            | 1             | 0          |
| Sierra Leone        | 1             | 0          |
| Somalie             | 1             | 0          |
| Suisse              | 1             | 0          |
| Yémen               | 1             | 0          |
| Zaïre               | 1             | 0          |
| Total               | 163           | 44         |

Selon le rapport d'accident, les six membres d'équipage survivants et 38 passagers ont été grièvement blessés, deux passagers ont été légèrement blessés et quatre passagers n'ont subi aucune blessure.
De nombreux passagers ont survécu à l'impact initial, mais ils n'ont pas tenu compte, n'ont pas compris ou n'ont pas entendu l'avertissement du commandant de bord, indiquant de ne pas gonfler leurs gilets de sauvetage à l'intérieur de l'avion ; lorsque l'eau a envahi l'avion, les gilets de sauvetage gonflés par certains des passagers les ont plaqués contre le plafond de la cabine. Incapables de s'échapper de l'appareil, ils se sont finalement noyés. On estime que 60 à 80 passagers, attachés à leurs sièges, se sont probablement noyés de cette manière. 

### Passagers notables
Parmi les victimes se trouvait notamment Mohamed Amin, un célèbre photo-reporter de guerre et éditeur de Selamta, le magazine de bord d'Ethiopian Airlines. Il se tenait probablement près de l'entrée du cockpit, en train de discuter ou de négocier avec le pirate de l'air qui gardait le cockpit pendant les derniers instants du vol.
Franklin Huddle (en) , alors consul général des États-Unis à Bombay (en), et sa femme ont tous deux survécu à l'accident. Il a déclaré qu'il avait choisi de voler sur Ethiopian Airlines, alors qu'il préparait un safari au Kenya, en raison de la réputation de la compagnie aérienne ; c'était alors l'une des rares compagnies aériennes en Afrique à avoir une certification de la Federal Aviation Administration (FAA). Il attribue sa survie et celle de sa femme à un surclassement de dernière minute en classe affaires.

## Conséquences
Une cérémonie commémorative a eu lieu à Galawa le 30 novembre 1996.
Il s'agit sans doute l'un des détournements d'avions commerciaux les plus connus, car un couple en vacances filma le crash avec une caméra vidéo, ce qui en fait le premier cas enregistré d'amerrissage forcé impliquant un avion gros-porteur. C'est également le premier cas connu d'amerrissage dû à un détournement d'avion. 
Le commandant Leul et le copilote Yonas, qui ont tous deux survécu au crash, ont reçu plusieurs prix d'aviation. Pour ses actions, le commandant a notamment reçu le prix du professionnalisme en sécurité aérienne de la Flight Safety Foundation (en), et les deux pilotes continuèrent par la suite de piloter pour Ethiopian Airlines.

## Médias
L'accident a fait l'objet d'un épisode dans la série télé Air Crash nommé « Prise d'otage au-dessus de l'océan », sorti en 2006 (saison 3 - épisode 13).
Un chapitre y est consacré dans le livre « Catastrophes aériennes, les passagers ont le droit de savoir » de Jean-Pierre Otelli aux éditions Altipresse, sorti en 1998.
L'accident apparait dans l'émission 1000 morts insolites diffusée sur Discovery Science, datant de 2009 (saison 1 - épisode 9).